# Liste der Biografien/Muller, I
Liste der Biografien |
Portal Biografien |
I Personensuche
# |
A |
B |
C |
D |
E |
F |
G |
H |
I |
J |
K |
L |
M |
N |
O |
P |
Q |
R |
S |
T |
U |
V |
W |
X |
Y |
Z |
?
 
Ma |
Mb |
Mc |
Md |
Me |
Mf |
Mg |
Mh |
Mi |
Mj |
Mk |
Ml |
Mm |
Mn |
Mo |
Mp |
Mq |
Mr |
Ms |
Mt |
Mu |
Mv |
Mw |
Mx |
My |
Mz
 
Mua |
Mub |
Muc |
Mud |
Mue |
Muf |
Mug |
Muh |
Mui |
Muj |
Muk |
Mul |
Mum |
Mun |
Muo |
Mup |
Muq |
Mur |
Mus |
Mut |
Muu |
Muv |
Muw |
Mux |
Muy |
Muz
 
Mula |
Mulb |
Mulc |
Muld |
Mule |
Mulf |
Mulg |
Mulh |
Muli |
Mulj |
Mulk |
Mull |
Mulm |
Muln |
Mulo |
Mulr |
Muls |
Mult |
Mulu |
Mulv |
Mulw |
Muly |
Mulz
 
Mulla |
Mulle |
Mullg |
Mullh |
Mulli |
Mulln |
Mullo |
Mullr |
Mully
 
Mulled |
Mullej |
Mullem |
Mullen |
Muller |
Mulles |
Mulley
 
Muller, A |
Muller, B |
Muller, C |
Muller, D |
Muller, E |
Muller, F |
Muller, G |
Muller, H |
Muller, I |
Muller, J |
Muller, K |
Muller, L |
Muller, M |
Muller, N |
Muller, O |
Muller, P |
Muller, Q |
Muller, R |
Muller, S |
Muller, T |
Muller, U |
Muller, V |
Muller, W |
Muller, X |
Muller, Y |
Muller, Z |
Mullera |
Mullerb |
Mullerh |
Mullerl |
Mullerp |
Mullers |
Mullerw |
Mullery
Die Liste der Biografien führt alle Personen auf, die in der deutschsprachigen Wikipedia einen Artikel haben. Dieses ist eine Teilliste mit 22 Einträgen von Personen, deren Namen mit den Buchstaben „Muller, I“ beginnt.

## Muller, I

### Muller, Il
- Müller, Ilse (1939–2019), deutsche Managerin, Pionier der deutschen EDV-Branche

### Muller, Im
- Müller, Imke, deutsche Schauspielerin

### Muller, In
- Müller, Ina (* 1965), deutsche Musikerin-Kabarettistin und AutorinIna Müller (* 1965)

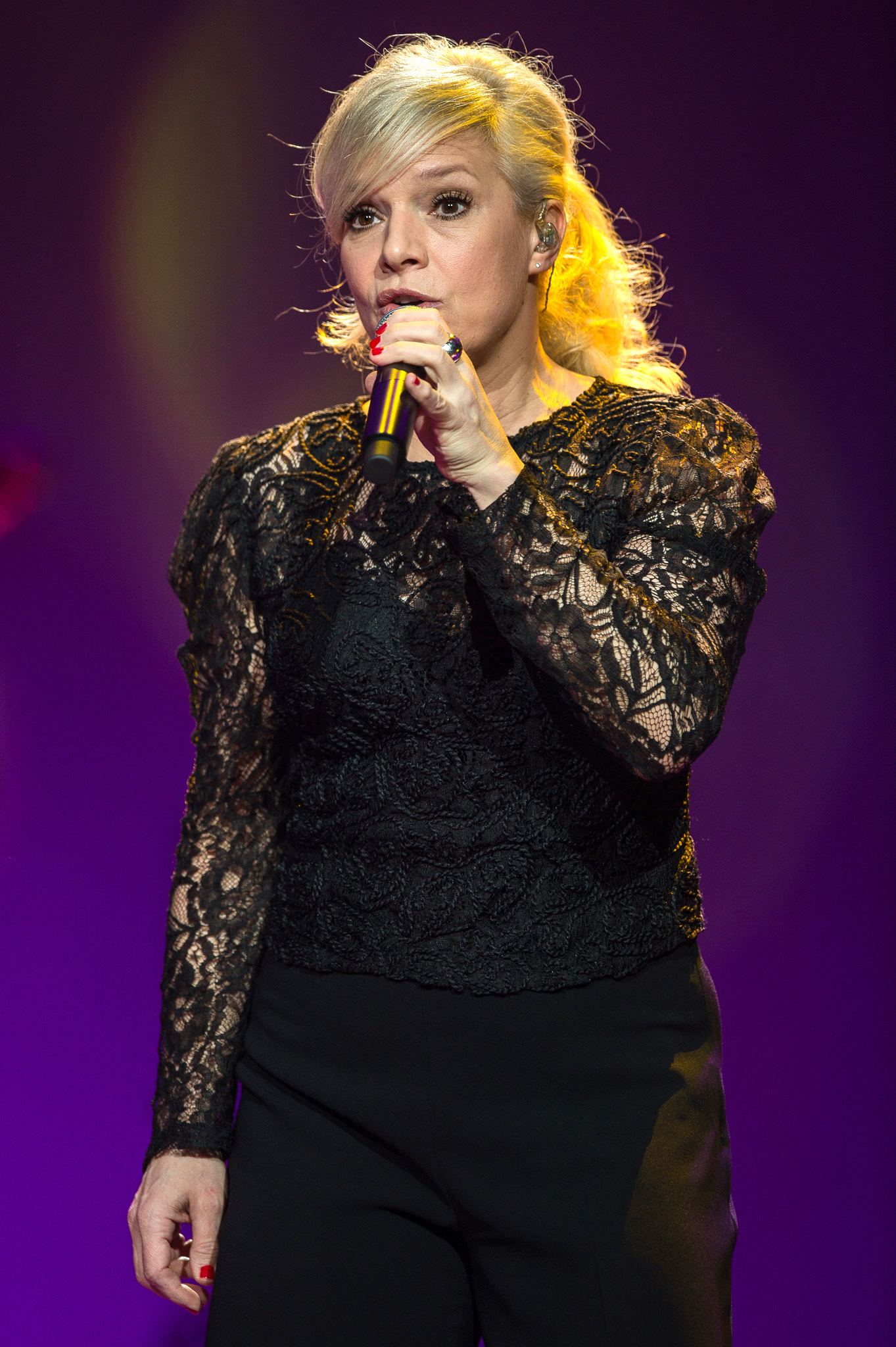
Ina Müller (* 1965)

- Müller, Ines (* 1959), deutsche Leichtathletin und Olympiateilnehmerin
- Müller, Inge (1925–1966), deutsche Schriftstellerin (DDR)
- Müller, Ingo (* 1936), deutscher Physiker
- Müller, Ingo (* 1942), deutscher Jurist, Autor und Fachhochschulprofessor
- Müller, Innocenz (1675–1727), Bibliothekar des Klosters St. Gallen
- Müller, Insa (* 1977), deutsche Journalistin, Fernsehmoderatorin und Synchronsprecherin

### Muller, Ir
- Müller, Irene (* 1942), deutsche Eiskunstläuferin
- Müller, Irene (1955–2016), deutsche Politikerin (Die Linke), MdL
- Müller, Irina (* 1951), deutsche Ruderin
- Müller, Iris (1930–2011), deutsche römisch-katholische Theologin
- Müller, Irmgard (* 1934), deutsche Leichtathletin

### Muller, Is
- Müller, Isa (* 1974), Schweizer Motorradfahrerin
- Müller, Isabelle (* 1964), französisch-vietnamesische Schriftstellerin
- Müller, Isidor (1827–1900), Jurist, Schriftsteller, Fotograf
- Müller, Iso (1901–1987), Schweizer römisch-katholischer Geistlicher, Theologe sowie Historiker

### Muller, Iv
- Müller, Ivana (* 1972), kroatische Choreografin, Autorin und Künstlerin
- Müller, Ivy May (* 1997), deutsche Politikerin (Bündnis 90/Die Grünen)

### Muller, Iw
- Müller, Iwan (1786–1854), deutscher Klarinettist, Komponist und Instrumentenbauer
- Müller, Iwan von (1830–1917), deutscher klassischer Philologe und Pädagoge